# 南仲之切町
南仲之切町（みなみなかのきりちょう）は、愛知県瀬戸市祖母懐連区の町名。丁番を持たない単独町名である。

## 地理
- 瀬戸市の中央部に位置する[8]。西を蔵所町、北を末広町、東を蛭子町、南を東本町・西本町と隣接している[8]。
- 住宅と小売店、飲食店が混在しており、中央部に市営宮川駐車場がある[8]。
- かつては、西部に瀬戸警察署蔵所派出所やNTT瀬戸電報電話局があった[8]が、いずれも移転・廃止されている。

### 河川
- 一里塚川（瀬戸川支流） ： 町の北東部を西流している。

- 一里塚川（南仲之切町内）

### 学区
市立小・中学校に通う場合、学区は以下の通りとなる。また、公立高等学校普通科に通う場合の学区は以下の通りとなる。
| 番・番地等 | 小学校                 | 中学校                 | 高等学校 |
| ---------- | ---------------------- | ---------------------- | -------- |
| 全域       | 瀬戸市立にじの丘小学校 | 瀬戸市立にじの丘中学校 | 尾張学区 |

## 歴史

### 町名の由来
この地は明治時代の瀬戸村字仲ノ切の一部であり、町名制定の際に瀬戸川の北側に仲切町を設けたため、南をつけて南仲之切町としたと推察される。

### 沿革
- 1942年（昭和17年）1月9日 - 瀬戸市大字瀬戸字蔵所・仲ノ切の各一部により、同市南仲之切町として成立[2]。

## 世帯数と人口
2024年（令和6年）1月1日現在の世帯数と人口は以下の通りである。
| 町丁       | 世帯数 | 人口 |
| ---------- | ------ | ---- |
| 南仲之切町 | 54世帯 | 94人 |

### 人口の変遷
国勢調査による人口の推移
| 1995年（平成7年）  | 186人 | [ 12 ] |  |
| 2000年（平成12年） | 160人 | [ 13 ] |  |
| 2005年（平成17年） | 141人 | [ 14 ] |  |
| 2010年（平成22年） | 124人 | [ 15 ] |  |
| 2015年（平成27年） | 97人  | [ 16 ] |  |
| 2020年（令和2年）  | 87人  | [ 17 ] |  |

### 世帯数の変遷
国勢調査による世帯数の推移。
| 1995年（平成7年）  | 72世帯 | [ 12 ] |  |
| 2000年（平成12年） | 70世帯 | [ 13 ] |  |
| 2005年（平成17年） | 60世帯 | [ 14 ] |  |
| 2010年（平成22年） | 55世帯 | [ 15 ] |  |
| 2015年（平成27年） | 43世帯 | [ 16 ] |  |
| 2020年（令和2年）  | 40世帯 | [ 17 ] |  |

## 交通

### 鉄道
町内に鉄道は走っていない。最寄り駅は名鉄瀬戸線尾張瀬戸駅になる。

### バス
名鉄バス「東山線」
- 【16】【16H】【17H】新瀬戸駅 - 瀬戸駅前 - 菱野団地（循環） - 瀬戸駅前 - 新瀬戸駅 系統
- 【18】瀬戸駅前 - 菱野団地 - 愛・地球博記念公園駅 系統

以上の4系統が走っているが、町内にバス停はない。最寄りのバス停は、記念橋バス停になる。
※町内は走っていないが、【11】【12】【13】瀬戸駅前 - にじの丘学園 - 一里塚 - 赤津 系統の東本町一丁目バス停も最寄りのバス停である。

### 道路
国道248号・国道363号（重複区間） ： 町の西部を南北に貫くように通っている。
- 国道248号・363号標識（記念橋南交差点南方）

## 施設
- 瀬戸記念橋郵便局[8] ： 窓口は平日のみ、ATMは土曜も営業[18]。駐車場は2台[18]。
- 瀬戸市新世紀工芸館 ： 瀬戸のまちの特性を活かした上で、新世紀の産業・芸術・文化の発展を図ることを目的として開館[19]。
- Atelier Kanon ： エレガントな雰囲気の空間で転写体験、手描き体験、ベネチアンガラス体験、ダイクロガラス体験ができる工房[20]。
- 鳥静 ： 常時10〜15種類前後の内臓肉を中心に販売している食肉店[21]。ほかでは見られない一風変わった品揃えを楽しめるのが魅力[21]。
- 魚六 ： 熟練の職人技で焼き上げた、外はパリッ中ふんわりな絶品うなぎが食べられる老舗店[22]。

- 瀬戸記念橋郵便局
- 瀬戸市新世紀工芸館
- Atelier Kanon
- 鳥静
- 魚六

## その他

### 日本郵便
- 郵便番号 : 489-0815[6]（集配局：瀬戸郵便局[23]）。